# Der Junggeselle
Der Junggeselle (Originaltitel: The Bachelor) ist eine US-amerikanische Filmkomödie aus dem Jahr 1999. Die Regie führte Gary Sinyor, das Drehbuch schrieb Steve Cohen anhand des Theaterstücks Seven Chances von Roi Cooper Megrue. Die Hauptrollen spielten Chris O’Donnell und Renée Zellweger.
Das Theaterstück wurde bereits im Jahr 1925 unter dem Titel Sieben Chancen (Alternativ: Buster Keaton, der Mann mit den 1000 Bräuten) verfilmt. Die Hauptrollen spielten Buster Keaton und Ruth Dwyer, die Regie führte Buster Keaton.

## Handlung
Der in San Francisco lebende Jimmie Shannon macht seiner Freundin Anne Arden einen Heiratsantrag. Sie hält ihn für noch nicht reif genug, eine Ehe einzugehen. Anne lehnt den Antrag ab und verlässt die Stadt.
Kurz darauf stirbt Jimmies Großvater, der ein Vermögen im Wert von ca. 100 Millionen US-Dollar hinterlässt. Jimmie soll das Geld unter der Bedingung erben, dass er bis zu seinem 30. Geburtstag heiratet. Da er sich am Vortag dieses Datums befindet und Anne nicht erreichen kann, fragt er die früheren Freundinnen, ob sie ihn heiraten würden. Die meisten, darunter eine Polizistin und eine Studentin, lehnen dies strikt ab. Die zuletzt gefragte Buckley Hale-Windsor willigt zuerst ein, für ihre verarmte Familie aus der Oberschicht will sie Opfer bringen. Dann erfährt sie, dass zu den Testamentbedingungen gehört, innerhalb von fünf Jahren Kinder zu bekommen. Diese Klausel schreckt auch sie ab.
Jimmie spricht über die Ehe mit einem befreundeten Priester, der lange Jahre verheiratet war, bevor er als Witwer zum Geistlichen wurde. Der Priester zeigt Jimmie das Foto seines jüngsten Enkelkindes. Dies ändert Jimmies Einstellung gegenüber der Familie.
Ein Freund des verzweifelten Jimmie will in einer Zeitungsanzeige öffentlich verkünden, dass Shannon eine Ehefrau sucht. Die Sache wird in einem Artikel auf der Titelseite beschrieben, hunderte Frauen in weißen Brautkleidern melden sich. Shannon erschreckt und flüchtet, die Frauen jagen ihn durch San Francisco. Anne kommt rechtzeitig in die Stadt zurück, um Jimmie zu erreichen und ihn zu heiraten.

## Kritiken
- William Arnold schrieb in der Zeitung Seattle Post-Intelligencer vom 5. November 1999, der Film sei Zeitverschwendung. Er kritisierte, dass der von Chris O’Donnell mitproduzierte Film den Schauspieler zu sehr in den Mittelpunkt stelle. Die Darstellung von Renée Zellweger bezeichnete er als inkompetent.

„Uninspirierte romantische Komödie mit einem hölzern agierenden Hauptdarsteller, die lieblos die gängigen Rollenklischees abspult.“

„Frisch und überraschend ideenreich zu Beginn, erweist sich ‚Der Junggeselle‘ als jene Standardkost, die man bei dieser Thematik sowieso vermuten konnte. Sympathische Darsteller und einige gute Einfälle retten den Junggesellen deshalb leider nicht vor der Gefahr, im Laufe des Geschehens in den typischen Komödienklamauk abzufallen.“

## Sonstiges
- Eine der Bräute erwähnt, dass sie in Princeton gewesen sei, wo auch Brooke Shields studiert habe. Shields spielt die Rolle der Buckley.